# (2961) Katsurahama
(2961) Katsurahama est un astéroïde de la ceinture principale.

## Description
(2961) Katsurahama est un astéroïde de la ceinture principale. Il fut découvert le 7 décembre 1982 à Geisei par Tsutomu Seki. Il présente une orbite caractérisée par un demi-grand axe de 2,27 UA, une excentricité de 0,14 et une inclinaison de 4,5° par rapport à l'écliptique.

## Compléments